# Gripenwaldt
Gripenwaldt var en svensk adelsätt som adlades 1675.

## Historik
Ätten Gripenwaldt förste kände stamfader är ryttmästaren Laurentius Greiff. Han fick sonen Per Gripenwaldt (1617–1676) som arbetade som överkommissarie i Bohuslän. Han adlades 20 maj 1675 till Gripenwaldt och introducerades i Sveriges Riddarhus samma år.